# Minimoto
Minimoto, tudi minibike je pomanjšano motorno kolo, ki ga po navadi poganja dvotaktni motor, obstajajo pa tudi štiritaktni. Minimototi so dolgi do 1 meter in visoki do 50 cm. Motor ima po navadi delovno prostornino 39-50 cc in razvija 4,5–6 KM. Minimototi dosežejo hitrost 30-64 km/h. 
Minimototi v večini državah ne smejo voziti po javnih cestah, ker nimajo potrebne opreme. 